# Federico Nardin
Pour les articles homonymes, voir Nardin.
 (juin 2024).
Federico Nardin, né le 18 février 2007 à Latina, est un footballeur italien qui joue au poste de défenseur central à l'AS Rome.

## Biographie

### Carrière en club
Né à Latina en Italie, Federico Nardin est formé par l'AS Roma, où il s'illustre d'abord en équipes de jeunes, en tant que milieu de terrain puis défenseur central, finissant même par porter le brassard de capitaine. Lors de la saison 2023-2024, il commence à jouer en Campionato Primavera.

### Carrière en sélection
Federico Nardin est convoqué avec l'équipe d'Italie des moins de 17 ans pour participer au Championnat d'Europe des moins de 17 ans qui a lieu en mai et juin 2024. L'Italie atteint la finale de la compétition après sa victoire face au Danemark (1-0),.

## Palmarès
À venir.